# Apogon coccineus
Apogon coccineus es una especie de pez de la familia de los apogónidos en el orden de los perciformes.

## Morfología
Los machos pueden alcanzar los 6 cm de longitud total.

## Distribución geográfica
Se encuentran desde el Mar Rojo y África Oriental hasta las Islas Marquesas, isla de Pascua y sur del Japón.